# Gol Televisión
Gol Televisión (Gol T) era um canal de televisão por assinatura espanhol, pertencente à Mediapro, que transmitia exclusivamente pela TDT em Espanha, através de um multiplex da Atresmedia Televisión.